# 廖希顏
廖希顏（1509年—1568年），字叔愚，號東雩，湖廣長沙府茶陵州人，軍籍，明朝政治人物。

## 生平
九月二十四日生，行二，治《春秋》，由州學生中式嘉靖十年（1531年）辛卯科湖廣鄉試第三十四名舉人，年二十四歲联捷嘉靖十一年（1532年）壬辰科會試第三百五名，第三甲第六十名進士。觀工部政，授高安知縣，陞工部主事、員外郎、郎中，督修天寿山各陵寝，二十年十二月升山西提學副使，二十四年（1545年）八月升浙江右參政，升按察使卒。

## 家族
曾祖廖武昂；祖廖本祥；父廖業；母包氏；繼母孔氏。慈侍下，妻楊氏，弟希曾；希周；希孟；希夔。